# Jezdegerd II
Jezdegerd II (ur. ?, zm. 457) – władca Persji z dynastii Sasanidów, syn Bahrama V. Tron objął po śmierci ojca w 439 roku i rządził do swej śmierci.

## Życiorys
Podczas swojego panowania (439-457) prowadził nierozstrzygnięte wojny z cesarzem Teodozjuszem II z Bizancjum, Heftalitami oraz Kuszanami. Podczas swojego panowania prześladował judaizm i chrześcijaństwo, wspierał zaś zaratusztrianizm. Po jego śmierci tron objął jego syn, Hormizd III.